# Antonio Margarito
Antonio Margarito est un boxeur mexicain né le 18 mars 1978 à Torrance, Californie.

## Carrière
Il devient champion du monde des poids welters WBO le 16 mars 2002 en battant Antonio Diaz par arrêt de l'arbitre au 10e round. Il défend 7 fois sa ceinture avant d'être battu aux points par Paul Williams le 14 juillet 2007.
Le 12 avril 2008, Margarito s'empare du titre IBF aux dépens Kermit Cintron par KO dans le 6e round, titre qu'il laisse vacant pour affronter et battre le champion WBA Miguel Angel Cotto le 26 juillet 2008 par arrêt de l'arbitre à la 11e reprise. 
Le 24 janvier 2009, Antonio Margarito est détrôné par l'américain Shane Mosley au Staples Center de Los Angeles par arrêt de l'arbitre à la 9e reprise,.
Il s'incline également aux points le 13 novembre 2010 face à Manny Pacquiao dans un combat pour le titre vacant WBC des super-welters puis le 3 décembre 2011 par arrêt de l'arbitre au 10e round lors du combat revanche contre Cotto.

### Polémiques
Les combats de Margarito font toutefois l'objet de controverses importantes. En effet, avant son combat contre Shane Mosley, des bandages rigides sont retrouvés dans son sac (semblables à du plâtre). Ce méfait lui vaudra un an de suspension. De lourds soupçons pèsent également sur ses matchs précédents, notamment au vu des blessures imposées à Miguel Angel Cotto lors de son championnat du monde précédent. En 2010, avant son combat contre Manny Pacquiao, il sera à nouveau surpris avec des bandages rigides.